# چارلز راجر آلکوک
چارلز راجر آلکوک (انگلیسی: Charles Roger Alcock؛ زادهٔ ۱۵ ژوئن ۱۹۵۱) یک اختر فیزیکدان اهل ایالات متحده آمریکا است.